# 米哈伊利夫卡 (瓦爾基市鎮)
49°42′35″N 35°31′10″E / 49.70972°N 35.51944°E
米哈伊利夫卡（烏克蘭語：Михайлівка）是位於烏克蘭東部的村莊，由哈爾科夫州博霍杜希夫區的瓦爾基市鎮負責管轄。該村始建於1630年，面積4.89平方公里，海拔高度148米，2001年人口27，人口密度每平方公里5.52人。